# Nana dels Llebrers I
La Nana dels Llebrers I o CVn I és una galàxia nana esferoidal situada a la constel·lació dels Llebrers, descoberta el 2006 en les dades obtingudes per l'Sloan Digital Sky Survey. És un dels satèl·lits coneguts més distants de la Via Làctia a partir de 2011 juntament amb Lleó I i Lleó II. La galàxia està situada a una distància d'uns 220 kpc del Sol i s'està allunyant del Sol a una velocitat d'uns 31 km/s. Es classifica com una galàxia esferoïdal nana (dSph), cosa que significa que té una forma el·líptica (relació d'eixos ~ 2,5: 1) amb un radi llum mitjà d'uns 550 pc.
La nana dels Llebrers I és un satèl·lit relativament tènue de la Via Làctia — la seva lluminositat integrada és d'aproximadament 230.000 vegades la del Sol (magnitud absoluta visible d'uns -8,6). Tanmateix, la seva massa és d'uns 27 milions de masses solars, cosa que significa que la relació massa-llum de la galàxia és d'uns 220. Una elevada relació massa-llum implica que CVn I està dominada per la matèria fosca.
La població estel·lar de CVn I consisteix principalment en velles estrelles formades fa més de 10 mil milions d'anys. La metal·licitat d'aquestes estrelles antigues també és molt baixa a [Fe / H] ≈ −2,08 ± 0,02, cosa que significa que contenen elements 110 vegades menys pesants que el Sol. També hi ha unes 60 estrelles RR Lyrae. La galàxia també conté una petita fracció d'estrelles més joves (d'1-2 mil milions d'anys) més riques en metalls ([Fe / H] ≈ -1,5), que representen al voltant del 5% de la seva massa i el 10% de la seva llum. Aquestes estrelles més joves es concentren al centre de la galàxia. Actualment no hi ha formació d'estrelles en CVn I i les mesures fins ara no han pogut detectar-hi hidrogen neutre: el límit superior és de 30.000 masses solars.